# Synagoga w Oni
Synagoga w Oni – synagoga znajdująca się w mieście Oni, w Gruzji, przy ulicy Wachtang VI 53.
Synagoga została zbudowana w 1895 roku w stylu eklektycznym. Jest obecnie trzecią co do wielkości synagogą w kraju, po Wielkiej Synagodze w Tbilisi i synagodze w Kutaisi. Uległa zniszczeniu podczas trzęsienia ziemi w 1991 roku i została odrestaurowana . 

## Galeria

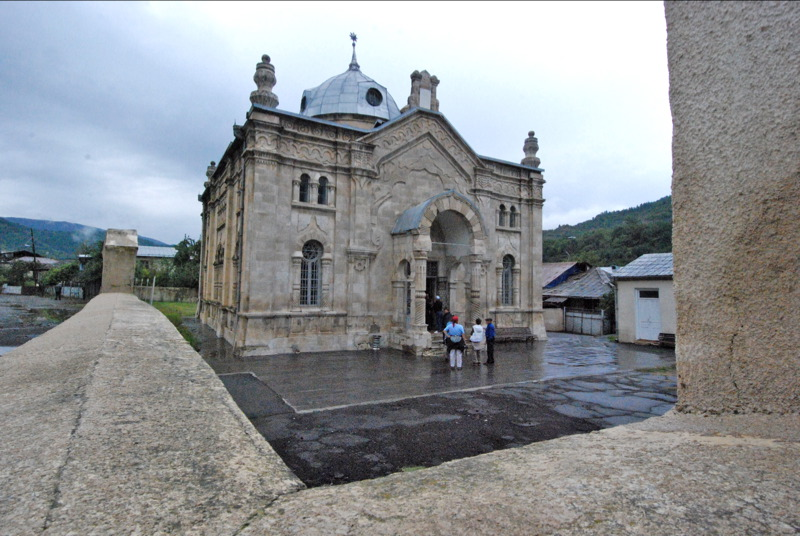
Synagoga
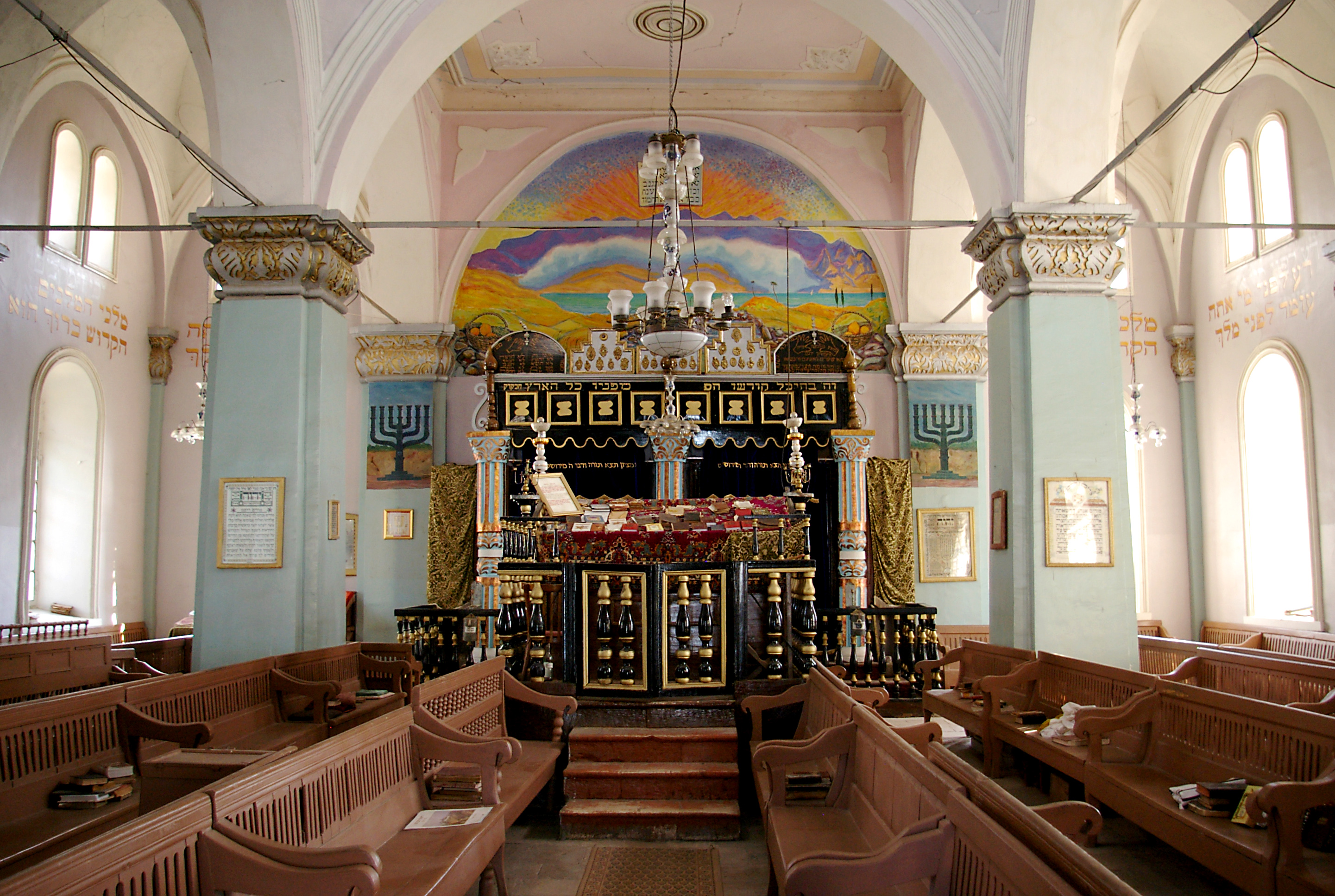
Wnętrze synagogi
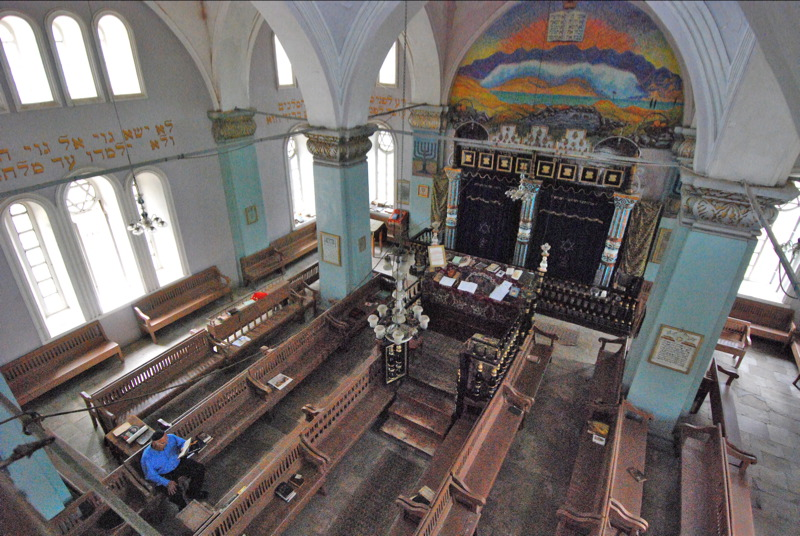
Wnętrze synagogi